# الحسن بن عز الدين
الإمامالحسن بن عز الدين الحسني (1457 - 1522) إمام الزيدية في اليمن عام 900 هـ، لقي معارضة من بعض أعيان اليمن وعدم رغبة في توليه الملك، فتخلى عنه وتنازل عن الإمامة.